# Адлерспарре, Софи
Софи Адлерспарре (швед. Carin Sophie Adlersparre; 6 июля 1823[…], Веструм[…] — 27 июня 1895[…], Грединге) — феминистка, журналистка и пионер движения по защите прав женщин в Швеции. Основательница и редактор первого скандинавского женского журнала Tidskrift för hemmet («Журнал для дома») и двух организаций: «Друзья рукоделия» (занималась производством и разработкой текстильных изделий) и Союз Фредрики Бремер (организация по защите прав женщин). Также является одной из двух первых женщин, ставших членами государственного комитета Швеции. Она также известна под псевдонимом Эссельд (Esselde).

## Жизнь
Софи получила домашнее образование, а затем провела два года в одном из лучших пансионатов для девушек в Стокгольме. В 1868 она вышла замуж за аристократа Акселя Адлерспарре и стала мачехой для пяти его детей. Муж поддерживал её работу по проведению социальных реформ.
Софи была почитательницей творчества шведской писательницы и феминистки Фредрики Бремер, а также подругой феминистки Розали Оливекруна, благодаря чему и сама заинтересовалась темой феминизма. В то время в Швеции, благодаря роману Фредрики Бремер Hertha, уже началось общественное обсуждение женских прав, что привело к отмене опекунства над незамужними женщинами и созданию первой государственной школы для женщин.

## Журнал
В 1859 году Адлерспарре и Оливеркуна создали первый в Скандинавии женский журнал Tidskrift för hemmet, который сразу стал популярен. Финансовую поддержку журналу оказывала аристократка и хозяйка салона Фредрика Лимнелль. Журнал стал первой постоянной площадкой для обсуждения женских прав, гендерных ролей и феминизма в Швеции. Розали и Софи делили должность главного редактора вплоть до 1868 года, когда Розали решила покинуть журнал. Софи продолжила работу над журналом уже без подруги. В качестве журналистки Софи стала известна под псевдонимом Эссельд (Esselde).
В 1886 году Tidskrift för hemmet был закрыт и основан ежемесячный литературный и общественно-политический журнал Dagny, в котором Софи также работала главным редактором с 1886 по 1888 года. Этот журнал был печатным органом Союза Фредрики Бремер, женской организации, основательницей которой являлась сама Адлерспарре.

## Активизм
Софи не фокусировала своё внимание только на борьбе за избирательное право для женщин, несмотря на то, что в Швеции женщины не могли голосовать вплоть до 1862 года. Приоритетом Адлерспарре же были образование и работа, которая позволила бы женщинам быть финансово независимыми. Она говорила: «Женщинам нужна работа, а работе нужны женщины».
В 1862 году она организовала вечерние курсы для женщин, чтобы дать им профессиональное образование. В 1863 она открыла секретарское бюро, которое стало успешным кадровым агентством. На следующий год, вдохновленная своей будущей невесткой, художницей Софией Адлерспарре, она отправила петицию в парламент Швеции с требованием предоставить женщинам право на обучение в Королевской академии свободных искусств на равных с мужчинами. На тот момент женщины в Королевской академии могли изучать только специальные дисциплины, и, несмотря на то, что София была успешной художницей, её не принимали в академию. Её петиция привела к дебатам в парламенте и, наконец, к реформе 1864 года, которая позволила женщинам учиться в Академии наравне с мужчинами.
В 1866 году Софи основала «стокгольмскую комнату для чтения» (Stockholms läsesalong), которая стала бесплатной библиотекой для женщин и которая позволила увеличить уровень женской образованности и профессионализма. Целью бесплатной библиотеки, по словам Софи, было дать возможность женщинам «продолжить самообразование и расширить свой кругозор».
Софи активно способствовала продвижению женского образования не только потому, что хотела видеть больше женщин в профессиональной сфере, но и потому, что хотела, чтобы женщины стали более активными в обществе в целом. «Чем больше мы желаем и ожидаем от женского участия в реформации общества, тем важнее, чтобы они были хорошо подготовлены», — говорила она. В этот период времени было произведено много реформ в сфере образования для женщин. В 1865 году Софи стала членом комитета по школам для девочек, который был назначен правительством для проведения исследования и выдвижения реформ, направленных на улучшение системы женского образования. Это был первый государственный комитет, членами которого стали женщины: Софи Адлерспарре и Хильда Касели.

## Другая деятельность
В 1874 году Софи, совместно с Ханной Винге, основала общество «Друзья рукоделия» (Handarbetets vänner) и была председательницей этой организации до 1887 года. Организация занималась обучением женщин дизайну одежды и работе с текстилем, а также производству и разработке передовых текстильных изделий. «Друзья рукоделия» были организованы с целью повысить качество, а тем самым и статус женской рукодельной работы, которая в те времена была важным источником доходов женщин, вынужденных самостоятельно зарабатывать на жизнь.
Софи участвовала и в литературной жизни Швеции. В том числе она финансово поддерживала Сельму Лагерлёф во время её работы. А в последние годы своей жизни Софи работала над написанием биографии Фредрики Бремер, но не успела закончить её.

## Союз Фредрики Бремер
Возможно, Софи наиболее известна тем, что основала Союз Фредрики Бремер (Fredrika-Bremer-Förbundet) — первую организацию по защите прав женщин в Швеции. Ассоциация была создана в 1884 году и названа в честь писательницы Бремер, поклонницей которой являлась сама Адлерспарре. Пост председателя Ассоциации был формально занят Хансом Гильдебрандом, потому что Софи считала, что организацию будут воспринимать намного серьёзнее, если её возглавит мужчина. Однако на самом деле председательнице была сама Софи, она занимала эту должность вплоть до своей смерти в 1895 году. Также Адлерспарре считала, что участие мужчин в борьбе за равенство очень важно. Целью организации была «работа над здоровым и спокойным прогрессом в подъёме женщин как морально и интеллектуально, так и общественно и экономически».